# Torneio Capital
O Torneio Capital foi um torneio de futebol do Rio de Janeiro disputado entre 2013 e 2016, tendo sido realizado em anexo à 2.ª divisão do Campeonato Carioca. Era gerido pela Federação de Futebol do Estado do Rio de Janeiro (FERJ).

## História
Com a mudança do regulamento da Série B do Campeonato Carioca, feita em arbitral realizado no dia 21 de novembro de 2012, ficou definida a criação do Torneio Capital envolvendo as partidas entre si dos times do Grande Rio durante a realização da Taça Santos Dumont e a Taça Corcovado. O campeão é definido a partir do melhor colocado, e não contam partidas semifinais ou final de turno, nem do turno final.
A primeira edição do Torneio Capital foi realizada no ano de 2013 e a fórmula permanece até 2016, quando vai ocorrer um novo arbitral para definição do regulamento dos dois anos subsequentes, podendo ou não permanecer este formato nas demais temporadas.